# Ныса (гмина)
Ныса (пол. Nysa) — городско-сельская гмина (волость) в Польше, входит как административная единица в Нысский повет, Опольское воеводство. Население — 60 306 человек (на 2004 год).

## Демография
| Перепись                       | Всего   | Всего | Женщины | Женщины | Мужчины | Мужчины |
| ------------------------------ | ------- | ----- | ------- | ------- | ------- | ------- |
| Единицы                        | человек | %     | человек | %       | человек | %       |
| Население                      | 60 306  | 100   | 31 399  | 52,1    | 28 907  | 47,9    |
| Плотность населения (чел./км²) | 277,1   | 277,1 | 144,3   | 144,3   | 132,8   | 132,8   |

## Поселения
1. Бяла-Ныска
2. Домашковице
3. Глембинув
4. Госвиновице
5. Хайдуки-Ныске
6. Ханушув
7. Илава
8. Йенджихув
9. Кемпница
10. Конрадова
11. Коперники
12. Кубице
13. Липова
14. Морув
15. Нивница
16. Подкамень
17. Пшеленк
18. Радзиковице
19. Регулице
20. Русоцин
21. Сенковице
22. Сестшеховице
23. Скорохув
24. Вежбенцице
25. Вышкув-Слёнски
26. Злотогловице

## Соседние гмины
1. Гмина Глухолазы
2. Гмина Корфантув
3. Гмина Ламбиновице
4. Гмина Отмухув
5. Гмина Пакославице
6. Гмина Прудник